# 1879 en architecture
| Années de l'architecture : 1876 - 1877 - 1878 - 1879 - 1880 - 1881 - 1882    |
| Décennies de l'architecture : 1840 - 1850 - 1860 - 1870 - 1880 - 1890 - 1900 |

Cet article présente les faits marquants de l'année 1879 en architecture.

## Réalisations
- Construction du château de Linderhof en Bavière dessiné par Georg Dollman.
- Consécration de la cathédrale Saint-Patrick à New York.

## Récompenses
- Royal Gold Medal : Charles-Jean-Melchior de Vogüé.
- Prix de Rome : Victor-Auguste Blavette.

## Naissances
- Louis Déon († 1923)
- 16 septembre : Josep Maria Jujol († 1er mai 1949).
- H. Craig Severance († 1941).

## Décès
- 15 mai : Gottfried Semper (° 29 novembre 1803).
- 17 septembre : Eugène Viollet-le-Duc (° 27 janvier 1814).